# 불가범성
불가범성 ( impeccability )은 죄가 없는 것을 말한다.  기독교에서는 하나님의 속성 중의 하나이다.  또한 그리스도의 속성이기도 하다.

## 프로테스탄트의 가르침
복음주의 신학자 도날드 맥레오드는 예수 그리스도의 죄없음은 두 가지로 구성되어 있다고 주장한다.
1. 그리스도는 실제적인 죄가 없다. 복음서에는 예수께서 죄의 용서를 위해 죄를 고백한 부분이 없다. 이것은 예수가 죄를 짓지 않았음을 의미한다.
2. 그리스도는 상속받은 죄가 없다. (원죄)

## 같이 보기
- 완전 성화교리
- 단의론
- 가톨릭교회 교리서
- 신학대전